# Raiko Küster
Raiko Küster (* 1973 in Stralsund) ist ein deutscher Schauspieler.

## Leben
Küster wuchs in seiner Geburtsstadt Stralsund auf. Die Schauspielerei übte er schon während seiner Schulzeit aus, jedoch zunächst nur als Hobby. 1996 wurde er an der Hochschule für Schauspielkunst „Ernst Busch“ Berlin angenommen. Nach einem Dreivierteljahr brach er die Ausbildung zunächst ab, da er sich künstlerisch nicht reif genug für den Schauspielerberuf fühlte. In der Folgezeit arbeitete er in einer Werbeagentur, jobbte bei H&M und beim Film und studierte kurzzeitig Kommunikationswissenschaften. Nach 1,5 Jahren kehrte Küster auf die Schauspielschule zurück, die er dann 2000 abschloss. Schon während des Studiums war er am Theater Senftenberg und am Maxim Gorki Theater in Berlin engagiert. 2000 war er mit Stückverträgen am Staatsschauspiel Dresden und am Theater am Neumarkt in Zürich engagiert. Von 2000 bis 2005 war, unter der Intendanz von Klaus Pierwoss, festes Ensemblemitglied am Theater Bremen.
Zu seinen Bühnenrollen in Bremen gehörten: Graf von Kent in König Lear (Regie: Karin Henkel), der Merkl Franz in Kasimir und Karoline (Regie: Andrej Woron), Laertes in Hamlet (Regie: Andreas von Studnitz), Tempelherr in Nathan der Weise (Regie: Thomas Bischoff), Mercutio in Romeo und Julia (Regie: Aureliusz Smigiel), Bruno Mechelke in Die Ratten (Regie: Nicolai Sykosch) und Biff in Tod eines Handlungsreisenden (Regie: Nicolai Sykosch).
Anschließend war er von 2005 bis 2010 unter der Intendanz von Anselm Weber festes Ensemblemitglied am Schauspiel Essen. In Essen spielte er u. a. Dr. Thomas Stockmann/Badearzt in Ein Volksfeind (Regie: Thomas Ladwig), Valère in Tartuffe (Regie: Rafael Sanchez), Antonio in Was ihr wollt (Regie: David Bösch), Andres in Woyzeck (Regie: David Bösch), König Gunther in Die Nibelungen (Regie: Anselm Weber), Jago in Othello (Regie: Anselm Weber) und Spiegelberg in Die Räuber (Regie: Anette Pullen).
2008/2009 gastierte er am Renaissance-Theater in Berlin in der Produktion Shakespeare in Trouble von Hille Darjes und Chris Alexander.
Ab der Spielzeit 2010/11 war Küster festes Ensemblemitglied am Schauspielhaus Bochum. Dort trat er u. a. als Hausmeister Quaquaro in Die Ratten (Regie: David Bösch), als Schauspieler/Leibwächter/Bowl/Fish/Pfarrer in Der aufhaltsame Aufstieg des Arturo Ui (Regie: Ulrich Greb), als Filch in Die Dreigroschenoper (Regie: Christoph Frick), Johannes Pinneberg in Kleiner Mann – was nun?, Hermann in Die Räuber (Regie: Jan Klata), als Gott in Draußen vor der Tür (Regie: David Bösch), als Hermann Braun in einer Bühnenfassung von Die Ehe der Maria Braun (Regie: Jan Neumann), als Florindo in Der Diener zweier Herren (Regie: David Bösch), als Jeannot in Hase, Hase von Coline Serreau (Regie: Barbara Hauck), als Franz Flaut/James in Ein Sommernachtstraum (Regie: Christina Paulhofer) und als Don Pedro in Viel Lärm um nichts (Regie: Olaf Kröck) auf. Seit 2017 ist Küster am Staatsschauspiel Dresden engagiert.
Küster übernahm auch einige wenige, meist kleinere Film- und Fernsehrollen. Im April 2015 war er in der ZDF-Krimiserie Heldt zu sehen. Er spielte in der Folge Heckenschützen den Kriminellen Frank Kucharski.
Küster ist auch als Sprecher für Hörspiele und Hörbücher tätig. Er nahm u. a. das Jugendbuch Die schwarzen Brüder in einer Hörspielfassung auf. Außerdem sprach er den Niccolo in einer Hörspielfassung der Fantasy-Trilogie Das Wolkenvolk von Kai Meyer.
Küster lebt mit seiner Frau und seinen Kindern in Dresden.

## Filmografie (Auswahl)
- 2013: Mord in Eberswalde (Fernsehfilm)
- 2014: Stromberg – Der Film (Kinofilm)
- 2015: Heldt (Folge: Heckenschützen); Fernsehserie
- 2015: Rentnercops: Jeder Tag zählt (Folge: Atemlos durch die Nacht); Fernsehserie
- 2016: Marie Brand und die Spur der Angst (Fernsehreihe)
- 2017: Professor T. (Folge: Die Abrechnung); Fernsehserie
- 2018: Mackie Messer – Brechts Dreigroschenfilm
- 2019: Tatort: Nemesis (Fernsehreihe)
- 2021: Wolfsland: Böses Blut (Fernsehreihe)
- 2024: Erzgebirgskrimi – Mord auf dem Jakobsweg (Fernsehreihe)